# Svartvittofsad mestyrann
Svartvittofsad mestyrann (Anairetes reguloides) är en fågel i familjen tyranner inom ordningen tättingar.

## Utseende och läte
Svartvittofsad mestyrann är en attraktivt liten tyrann med en karakteristisk spetsig svart tofs med vitt i mitten. Hanen har helsvart på ansikte och strupe, medan honan har vitaktigt ansikte och vit strupe med svarta streck. 

## Utbredning och systematik
Svartvittofsad mestyrann delas in i två underarter:
- Anairetes reguloides albiventris – förekommer längs torra stränder i västra Peru (Ancash till Ica och västra Ayacucho)
- Anairetes reguloides reguloides – förekommer från torra sydvästra Peru (södra Ayacucho) till norra Chile (Tarapacá)

## Levnadssätt
Svartvittofsad mestyrann förekommer rätt lokalt i buskiga miljöer och täta häckar i låglänta ökenområden. Den håller sig mestadels gömd, men kan ses hoppa runt i buskar och träd med stjärten ibland rest. 

## Status
Arten har ett stort utbredningsområde och beståndet anses stabilt. Internationella naturvårdsunionen IUCN listar den därför som livskraftig (LC).